# Nankairyū Tarō
Nankairyū Tarō (南海龍 太郎 en japonés, nacido el 22 de febrero de 1965 como Kiriful Saba) es un exluchador de sumo de Samoa. Su más alto rango fue el de maegashira 2 oeste.

## Carrera
Nació en Apia, Samoa, se unió a la Takasago beya en 1984. Se le dio el shikona de Nankairyū que significa "Dragón de los mares del sur". En noviembre de 1987 se convirtió en el tercer rikishi no japonés en llegar a makuuchi, después de Takamiyama y Konishiki. En mayo de 1988 llegó a su más alto rango, el de maegashira 2 oeste y derrotar al ōzeki Hokuten'yū. También parecía haber derrotado al yokozuna Ōnokuni, pero la pelea se reanudó y perdió.
Nankairyū era un gran bebedor, y recibió publicidad adversa después de que entrara en una confrontación con un empleado de ebriedad en un hotel en julio de 1987. Su problema se agrava porque él no hablaba bien ni el japonés ni el inglés, y por lo tanto, tenía dificultades para hacer entender a los medios de comunicación japoneses. Durante el Aki Basho 1988 tuvo una acalorada discusión con su oyakata, el ex yokozuna Asashio Tarō III y huyó de su heya para no volver jamás. Su capataz murió de un infarto, tan solo unas semanas más tarde.

## Después del sumo
Nankairyū se convirtió en luchador profesional de la New Japan Pro Wrestling en 1990.

## Historial[2]
| Año (Honbasho) | Hatsu Basho (Enero) (ciudad de Tokio) | Haru Basho (Marzo) (ciudad de Osaka) | Natsu Basho (Mayo) (ciudad de Tokio) | Nagoya Basho (Julio) (ciudad de Nagoya) | Aki Basho (Septiembre) (ciudad de Tokio) | Kyushu Basho (Noviembre) (ciudad de Fukuoka) | Victorias / Derrotas / Ausencias |
| 1984           | ─                                     | ─                                    | ─                                    | ─                                       | Maezumo Hatsu Dohyō 2 - 1                | Jonokuchi 40 Oeste 5 - 2                     | 7 - 3                            |
| 1985           | Jonidan 124 Oeste 6 - 1               | Jonidan 51 Este 7 - 0                | Sandanme 62 Oeste 6 - 1              | Sandanme 18 Oeste 2 - 5                 | Sandanme 49 Oeste 3 - 4                  | Sandanme 62 Este 6 - 1                       | 30 - 12                          |
| 1986           | Sandanme 17 Este 4 - 3                | Sandanme 3 Oeste 6 - 1               | Makushita 33 Oeste 3 - 4             | Makushita 45 Oeste 4 - 3                | Makushita 30 Oeste 5 - 2                 | Makushita 16 Este 6 - 1                      | 28 - 14                          |
| 1987           | Makushita 3 Oeste 4 - 3               | Makushita 2 Oeste 4 - 3              | Jūryō 13 Oeste 10 - 5                | Jūryō 8 Este 9 - 6                      | Jūryō 4 Este 11 - 4                      | Maegashira 12 Oeste 8 - 7                    | 46 - 28                          |
| 1988           | Maegashira 12 Este 8 - 7              | Maegashira 8 Este 9 - 6              | Maegashira 2 Oeste 6 - 9             | Maegashira 5 Este 7 - 8                 | Maegashira 5 Oeste 6 - 8 - 1             | Maegashira 9 Este 0 - 0 - 15                 | 36 - 38 - 16                     |